# Apple contra Samsung Electronics
Apple Inc. contra Samsung Electronics Co., Ltd. fue el primero de una serie de litigios entre Apple Inc. y Samsung Electronics; ambas compañías suman más de la mitad de los teléfonos inteligentes vendidos mundialmente a julio de 2012. En la primavera de 2011, mientras Apple y Motorola Mobility estaban en medio de una guerra de patentes en diferentes frentes, Apple comenzó a litigar al mismo tiempo contra otra importante empresa tecnológica, la surcoreana Samsung, por infracción de patentes. La litigación multinacional de Apple sobre patentes de tecnología se hizo conocida como parte de las guerras de patentes de dispositivos móviles: una amplia litigación en una feroz competitividad en el mercado global por el consumo de comunicaciones móviles.
Para agosto de 2011, Apple y Samsung estaban llevando su batalla legal en 19 juicios en 12 cortes de nueve países, en cuatro continentes; para octubre, ésta se había extendido a diez países. En abril de 2012, una corte estadounidense ordenó que los directores ejecutivos de Apple y Samsung realizaran audiencias de conciliación para sellar sus disputas legales o al menos reducir el número de disputas. Sin embargo, para julio de 2012 ambas compañías estaban envueltas en más de 50 juicios en todo el mundo en los que se demandaban daños por miles de millones de dólares. En el anterior conflicto legal, el jurado falló a favor de Apple. Empresa que, mediante sus representantes legales, lograron convencer a los miembros del jurado de que Samsung no sólo copió su tecnología, sino que también se agenció miles de millones de dólares por ello. En ese momento, Apple consiguió que le concedieran el pago de mil millones de dólares por daños y perjuicios, aunque esa cifra fue posteriormente reducido a 939.8 millones de dólares después de que el juez señaló errores en la forma en que el jurado hizo la suma de pérdidas. Hasta ese momento Samsung no había pagado, debido a que se atiene a un recurso que busca prolongar el pago hasta que terminen todos los juicios. Mientras Apple ganó en los Estados Unidos, Samsung obtuvo sentencias a su favor en Corea del Sur, Japón y Reino Unido.
En 2014, Apple y Samsung, inician una nueva contienda legal, y por lo tanto puede tener repercusiones mayores, debido a que su objetivo son 5 patentes básicas de los dispositivos más exitosos de ambas compañías: deslizar el dedo para desbloquear, sincronización de datos, unificación de búsquedas, la función de autocompletar palabras y características propias de la marcación a partir de la agenda. La demanda de Apple busca que se le reconozca como la dueña de estas patentes, mismas que cubren las funciones básicas del software de los dispositivos móviles que se han vuelto característicos de las dos empresas.
Apple inició su defensa, cuando comenzó a tener presencia en los medios informando puntualmente la manera en que se desarrolló el proyecto que con el tiempo se transformaría en el iPhone original. 
Por su parte Samsung apeló al concepto de evolución comparativa, según el cual la tecnología crece y se proyecta gracias a la competencia y al uso de tecnología similar. El punto fuerte de la defensa de la compañía coreana fue la confirmada presencia de empleados de Google quienes, aparentemente, de forma independiente desarrollaron antes muchas de las funciones de software que Apple afirma haber creado. Algunos especialistas creen que esta “ayuda” por parte de Google se deriva del acuerdo que firmaron ambas compañías para compartir patentes. Samsung también maneja la idea de que las patentes que reclama Apple no constituyen características esenciales de sus dispositivos.

## Origen
El 5 de enero de 2007, 4 días antes de que el iPhone se introdujera al mundo, Apple presentó un conjunto de 4 patentes de diseño que cubrían la forma básica del iPhone. Estos fueron seguidos en junio de ese año con una presentación masiva de una patente de diseño de color que cubría 193 capturas de pantalla de diversas interfaces gráficas de usuario de iPhone. Es a partir de estos documentos presentados junto con las patentes de utilidad de Apple, marcas registradas y derechos de imagen de marca, que Apple ha seleccionó la propiedad intelectual en particular para hacer cumplir contra Samsung. Apple demandó a su proveedor de componentes de Samsung, basado en una de 38 páginas demanda federal del 15 de abril, en 2011 en la Corte de Distrito de Estados Unidos para el Distrito Norte de California, que varios de los teléfonos Android y tabletas de Samsung, incluyendo el Nexus S, Epic 4G, Galaxy S 4G y el Samsung Galaxy Tab, ha infringido la propiedad intelectual de Apple: sus patentes , marcas comerciales, interfaz de usuario y el estilo. queja de Apple incluido reivindicaciones específicas federales por violación de patentes, con falsa denominación de origen, la competencia desleal y violación de marca registrada, así como las reclamaciones a nivel estatal para la competencia desleal, infracción de marcas de derecho común, y enriquecimiento sin causa. Pruebas que Apple presentó a la corte incluyó comparaciones de imágenes de lado a lado de iPhone 3GS y i9000 Galaxy S para ilustrar las supuestas similitudes en los envases y los iconos de aplicaciones. Sin embargo, se encontraron las imágenes después de haber sido manipulado con el fin de hacer que las dimensiones y características de los dos productos diferentes parecen más similares, y el abogado de Samsung acusa a Apple de presentación de pruebas engañosa a la corte. Samsung, en su contra, demandó a Apple el 22 de abril de 2011, la presentación de quejas federales en los tribunales en Seúl, Tokio y Mannheim, Alemania, alegando que Apple ha infringió las patentes de Samsung para las tecnologías de comunicaciones móviles. En el verano, Samsung también presentó demandas contra Apple en el Tribunal Supremo británico de Justicia, en la Corte de Distrito de Estados Unidos para el Distrito de Delaware, y con la Comisión de los Estados Unidos de Comercio Internacional (CCI) en Washington DC, todo ello en junio de 2011.Samsung aceptó, el 4 de diciembre de 2015, pagar a su competidor estadounidense la suma de USD 548 millones determinada por la justicia, pero se reservó el derecho a recuperarla si la multa era modificada o anulada posteriormente en apelación o si se reconocía su autoría de las patentes. No obstante, los USD 548 millones solo representan la mitad de lo que Apple demandó inicialmente, en 2012, y no resuelven la cuestión de quién pagará los costes judiciales, que según algunas fuentes podrían alcanzar los USD 1,8 millones.En su petición a la corte, Samsung dijo que no debería haber pagado unos USD 399 millones por copiar diseños patentados para el iPhone, como las esquinas curvas, el bisel e íconos cuadriculados, detalló la agencia de noticias Reuters.La compañía coreana dijo que haber adjudicado todas las ganancias por las ventas de los dispositivos con esos diseños, pese a que se relacionan solo con una pequeña parte del teléfono, permite ganancias injustificadas que van más allá del valor por la invención de una patente.